# 普吕叙利安
普吕叙利安（法語：Plussulien，法語發音：[plysyljɛ̃]）是法国阿摩尔滨海省的一个市镇，位于该省南北偏西，属于圣布里厄区。

## 地理
普吕叙利安（48°16'58"N, 3°4'14"W）面积22.49 平方千米，位于法国布列塔尼大區阿摩尔滨海省，该省份为法国西北部沿海省份，位于布列塔尼半岛北部，北濒大西洋英吉利海峡，西接菲尼斯泰尔省，南至莫尔比昂省，东临伊勒-维莱讷省。
与普吕叙利安接壤的市镇（或旧市镇、城区）包括：卡尼于埃勒、科尔莱、圣马约、圣伊若、布拉韦河畔邦勒波。

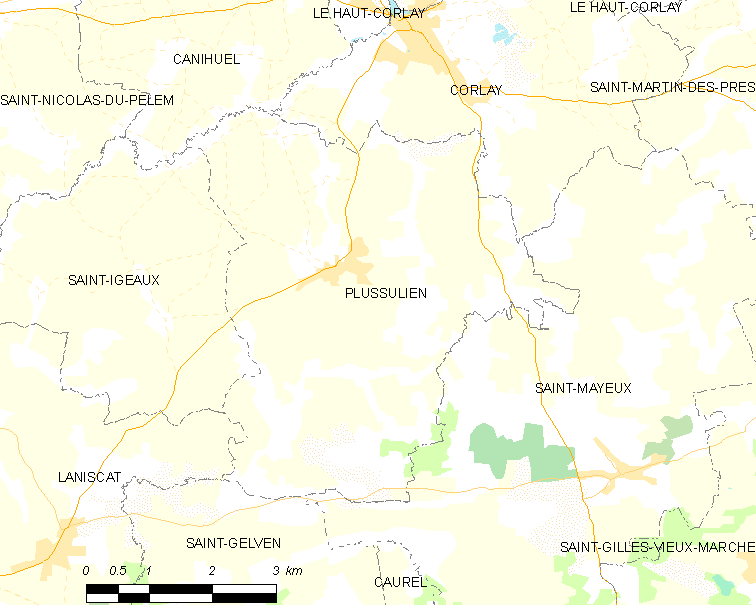
普吕叙利安的OSM定位图

普吕叙利安的时区为UTC+01:00、UTC+02:00（夏令时）。

## 行政
普吕叙利安的邮政编码为22320，INSEE市镇编码为22244。

## 政治
普吕叙利安所属的省级选区为盖莱当县。

## 人口

1962-2008年间普吕叙利安人口变化图示

普吕叙利安于2022年1月1日时的人口数量为507人。